# Communion des saints

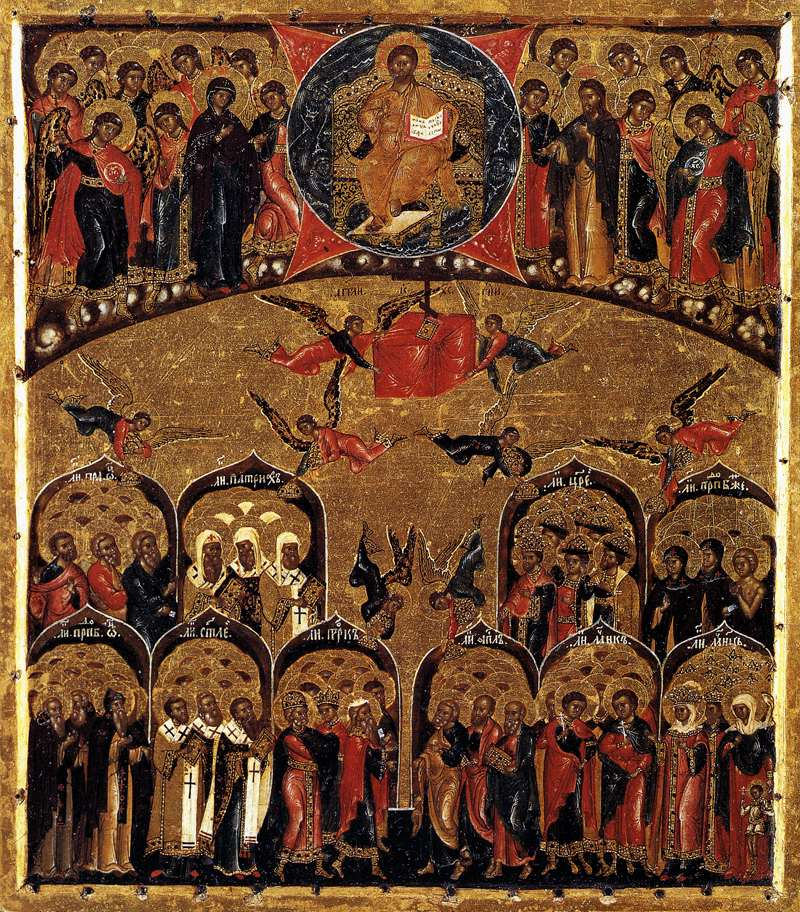
Synaxe de tous les saints, icône russe du XVIIe siècle, musées du Vatican.

La communion des saints (latin : communio sanctorum, grec ancien : κοινωνίᾱ τῶν ἁγῐ́ων, koinōníā tôn hagíōn) est dans la théologie chrétienne l'union spirituelle de l'ensemble des fidèles, les vivants comme les morts. Par le baptême qui consacre leur appartenance au Christ, ils sont reliés à travers l'espace et le temps. Tous font partie d'un seul corps mystique, dont le Christ est la tête et dans lequel chaque membre contribue au bien de tous, le diffuse et le reçoit en partage. Ils sont appelés saints en raison de leur participation aux fruits de la Rédemption (1 Co 1:2). Les vivants font partie de cette communion selon la mesure de leur union avec le Christ et avec l'âme de l'Église.
La première attestation de l'expression « communion des saints » est due à Nicétas de Rémésiana (v. 335-414). Cette notion joue un rôle primordial dans la formulation du Credo. Elle est l'un des articles de foi du Symbole des apôtres, en particulier dans l’Église catholique.

## Fondements scripturaires

### Paul et la communion de l'Esprit

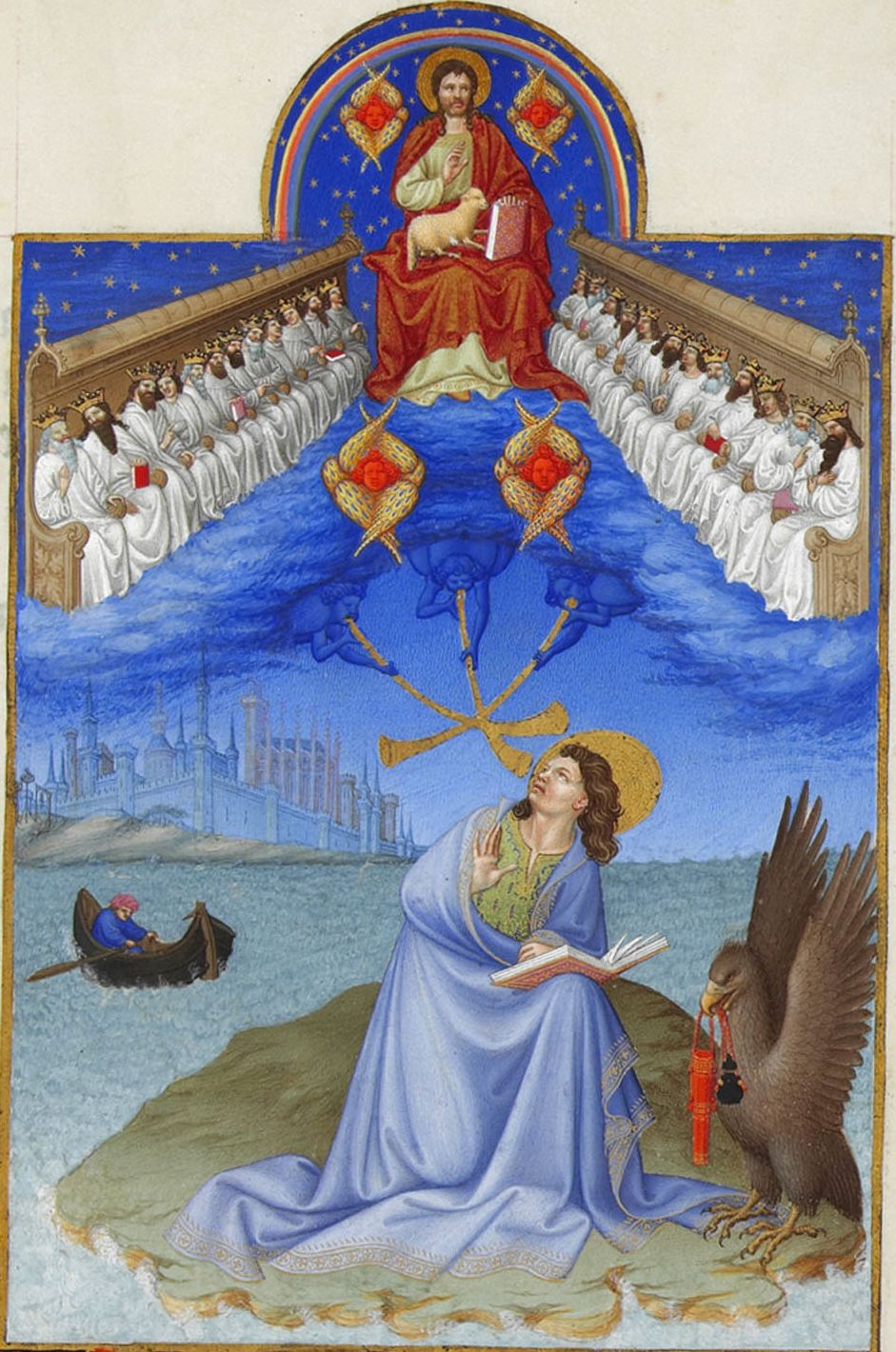
Jean à Patmos, miniature des Très Riches Heures du duc de Berry. L'Apocalypse (5:8) décrit les saints du paradis unis par la prière aux chrétiens vivant sur Terre.

Le concept de communion des saints est lié à l'enseignement de Paul, notamment l'Épître aux Romains (Rm 12:4-13) et la Première épître aux Corinthiens (1 Co 12:12-27), selon lequel, en Jésus-Christ, les chrétiens forment un seul corps, le Corps mystique du Christ,,.
Le terme néotestamentaire de  ἅγιος (hagios, « saint ») désigne les chrétiens qui ne sont pas nécessairement des saints en tant qu'individus mais qui « ont été sanctifiés dans le Christ Jésus, appelés à être saints avec tous ceux qui en tout lieu invoquent le nom de Jésus Christ, notre Seigneur, le leur et le nôtre » (1 Co 1:2) : sanctifiés par l'Esprit de leur baptême, ils sont unis au Christ.
Selon la tradition paulinienne, le croyant vit dans la « communauté du Fils [de Dieu] » (1 Co 1:9), de par la « communion au sang du Christ » au même calice, et par la « communion à son corps » dans le même pain (1 Co 10:16). La Deuxième épître aux Corinthiens inscrit cet ensemble dans la « communion de l'Esprit »  (2 Co 13:13), qui est communion des fidèles avec le Christ et communion des uns avec les autres par lui, la communion dans le Christ signifiant aussi une garantie de « communion dans la consolation » par Dieu (2 Co 1:7). Christoph Schönborn remarque à cet égard : « Toute la doctrine de Paul sur l'Église comme corps du Christ, dans laquelle les croyants existent comme membres, pour le bien de l'ensemble, mais aussi pour celui des autres membres, marque du sceau du définitif la signification centrale de l'idée chrétienne de communion. »

### La nuée de témoins dans l'Épître aux Hébreux
En dehors du corpus paulinien, la solidarité entre les vivants et ceux qui se sont « endormis dans le Seigneur » est également décrite dans les chapitres 11 et 12 de l'Épître aux Hébreux, où sont mentionnés les « héros de la foi » du Premier Testament, qu'ils soient patriarches ou prophètes, le point culminant étant le Christ. Le passage sur la  « grande nuée de témoins » (12:1) qui veillent sur les vivants est l'un des textes-clés sur la communion des saints :

« Nous donc aussi, puisque nous sommes environnés d’une si grande nuée de témoins, rejetons tout fardeau, et le péché qui nous enveloppe si facilement, et courons avec persévérance dans la carrière qui nous est ouverte. »

Ces « témoins » sont présentés comme des exemples pour les croyants selon la définition de la foi que donne l'épître à plusieurs reprises, notamment en He 11:1 : « une manière de posséder déjà ce qu'on espère, un moyen de connaître des réalités qu'on ne voit pas », autrement dit le fondement même de l'espérance.

### Synthèse
La conception catholique reprend celle de Paul et de l'Épître aux Hébreux en définissant la communion des saints, selon la synthèse proposée par Karl Rahner et Herbert Vorgrimler, comme « la communauté de foi qui unit, dans la célébration eucharistique, le chrétien avec le Christ et les chrétiens entre eux. [...] Les "saints" sont avant tout les membres du peuple saint de Dieu, qui sont unis dans l'Esprit-Saint, dans la grâce de la justification et de la charité, de même que dans l'accomplissement des sacrements, et qui prient en conséquence, donc en fait les uns pour les autres. Conformément à cela, la communion des saints comprend aussi l'union avec ceux qui nous ont précédés dans la mort et avec les anges ».

## Le Symbole des apôtres

### Premières attestations
L'expression « communion des saints » n'est pas prononcée dans le Nouveau Testament ni dans les anciens symboles de foi. Elle  semble présente dans divers écrits du IVe siècle mais sa signification demeure incertaine dans ce contexte.
Le plus ancien texte de la littérature chrétienne à utiliser l'expression communio sanctorum dans son acception courante est dû à Nicétas de Rémésiana (v. 335-414),. Il s'agit du chapitre intitulé De explanatione Symboli, dans les Competentibus ad baptismum instructionis libelli VI (« Six livres d'instructions pour les candidats au baptême »), où l'auteur, partisan de la doctrine trinitaire défendue à la même époque par Cyrille de Jérusalem, commente le Symbole des apôtres. Nicétas définit l'Église comme l'« assemblée de tous les saints », unissant en un lien mystique « tous ceux qui sont dans la grâce de Dieu », les vivants et les morts, dans l'espérance et la charité : il s'agit pour lui d'une « communion des croyants entre eux ».
Le terme latin communio, contrairement aux apparences, n'a pas pour origine le mot unio précédé de cum (« avec ») : il vient de l'adjectif communis, dérivé du substantif munus (« devoir », « charge »), qui signifie « ce qui partage la charge », et par extension « ce que tous ont en partage ».

### La double signification

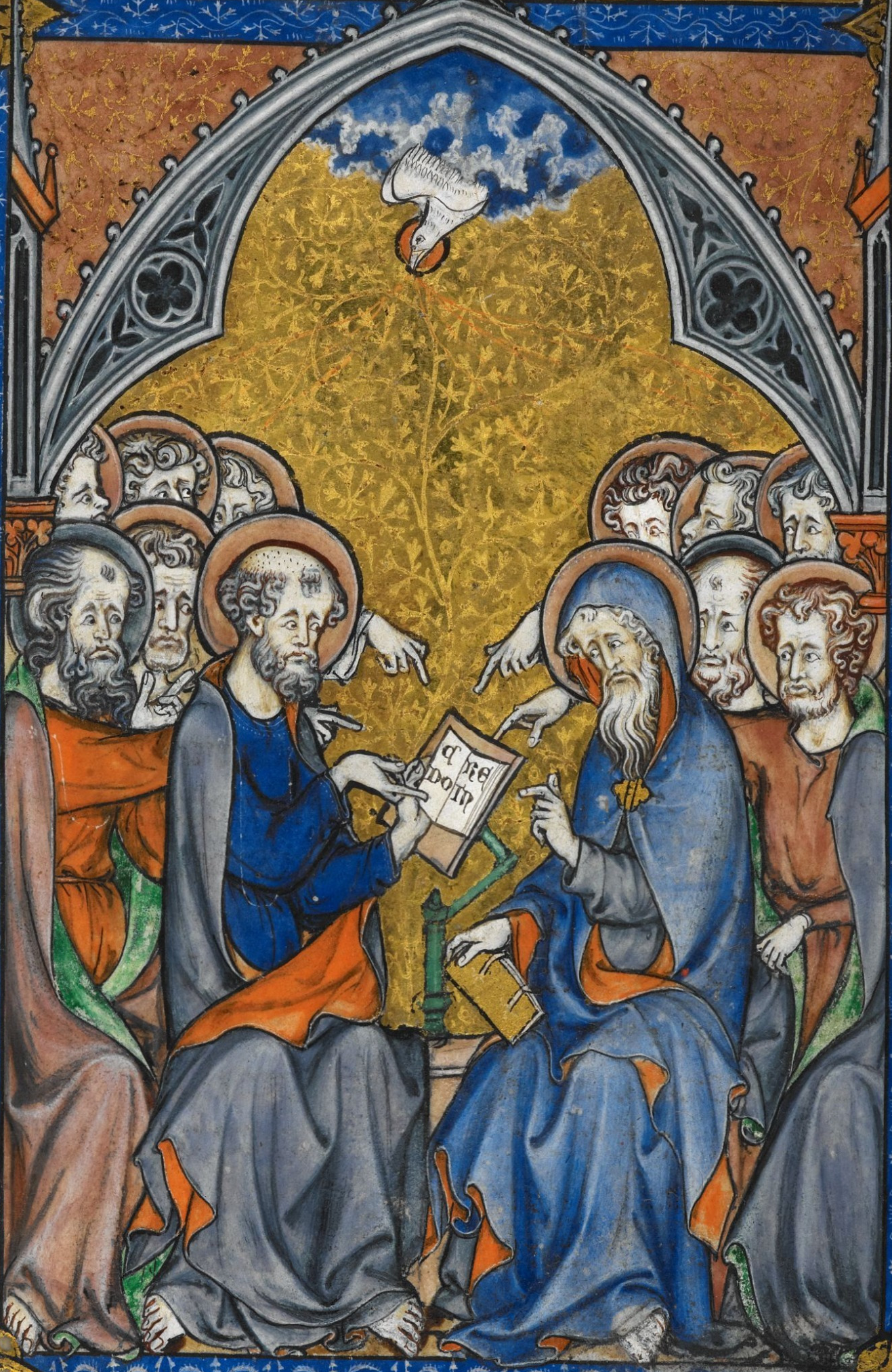
Les Douze Apôtres écrivant le Credo sous l'inspiration de l'Esprit, miniature du XIIIe siècle.

La communion des saints figure dans le Symbole des apôtres depuis le IVe siècle, mais elle est absente du Symbole de Nicée-Constantinople.
Sa portée est double. En effet, dans l'expression latine communio sanctorum, le mot sanctorum peut être aussi bien un masculin qu'un neutre, et cette formulation peut donc signifier aussi bien « communion entre les saints » (sancti) que « communion aux choses saintes » (sancta), c'est-à-dire les sacrements, et en premier lieu l'eucharistie.
Louis-Marie Chauvet souligne que la communio sanctorum concernait initialement la communion aux « choses saintes » avant de s'étendre aux fidèles qui communient à ces sacrements, en particulier à l'eucharistie, et que ce lien a son origine dans la phrase de Paul : « Puisqu'il y a un seul pain, la multitude que nous sommes est un seul corps, car nous avons tous part à un seul pain » (1 Co 10:17),. Par le baptême (1 Co 12:13) et par l'eucharistie, les chrétiens sont rattachés au corps du Christ mort et ressuscité. Ce corps est l'Église, dont le Christ est la tête (Corpus mysticum Ecclesiae cujus caput Christus est). Ce rapport fondamental « entre le corps eucharistique et le corps ecclésial », présent dès le IIIe siècle dans les prières eucharistiques, se retrouve  notamment chez Augustin, qui insiste sur ce point, et chez Thomas d'Aquin, pour qui la « grâce finale » de l'eucharistie n'est autre que la charité et l'unité de l'Église,.
Ainsi, Georges Chantraine rappelle qu'« il n'y a pas de communion entre les saints (les sancti) sans communion aux choses saintes (aux sancta) », tout comme « la communion aux sacrements qui sanctifient l'homme (les sancta), essentiellement l'eucharistie, s'accomplit dans la communion entre les saints (les sanctî) »,.
De fait, observe Jean-Marie Tillard, ces deux sens, qui se sont peu à peu rejoints dans la foi chrétienne, s'appellent l'un l'autre « car on est sanctus dans la communion des fidèles et par la communion aux choses saintes ». On peut d'ailleurs citer Théodore de Mopsueste (v. 355-428), auteur de ce texte qui « apparaît comme la définition même de l'Église en son être de grâce » :

« Comme par la nouvelle naissance ils ont été parfaits en un seul corps, ils sont maintenant aussi affermis comme en un seul corps par la communion au corps du Seigneur et, dans la concorde, la paix, l'application au bien, ils en viennent à ne faire qu'un [...]. Ainsi nous unirons-nous dans la communion aux saints mystères, et par celle-ci nous serons conjoints à notre tête, le Christ, notre Seigneur, dont nous le croyons, nous sommes le corps, et par qui nous obtenons communion à la nature divine. »

### Les quatre notes
Pour Hans Urs von Balthasar, la place de la communion des saints dans le Symbole des apôtres, à la suite des quatre notes de l'Église (« une, sainte, catholique et apostolique»), « clarifie et concrétise » ces quatre attributs. Elle constitue « justement ce qui caractérise le catholicisme par rapport aux autres Églises chrétiennes ».
L'œuvre du Christ diffère sensiblement du lien de Dieu avec son peuple dans le Premier Testament : si communion il y a, c'est l'unité de ce peuple que YHWH a délivré de la maison de servitude et établi comme sa communauté de prêtres. Or, écrit Balthasar, « à côté de cette appartenance au peuple élu, l'individu reste dans une étrange solitude », notamment les prophètes Élie, Jérémie, Osée ou Job : « en dernière instance, personne ne peut rien pour les autres ».
À l'inverse, la caractéristique centrale du Christ, selon Balthasar, est la « substitution » au sens de « ce qui se passe sur la croix : l'innocent meurt pour le pécheur et, en mourant, peut l'emmener avec lui au Paradis ; il peut, une fois mort, arracher ceux qui n'avaient plus d'espérance au Shéol dont parle l'Ancien Testament »,.

## L’Église en tant que communion

### Les trois états

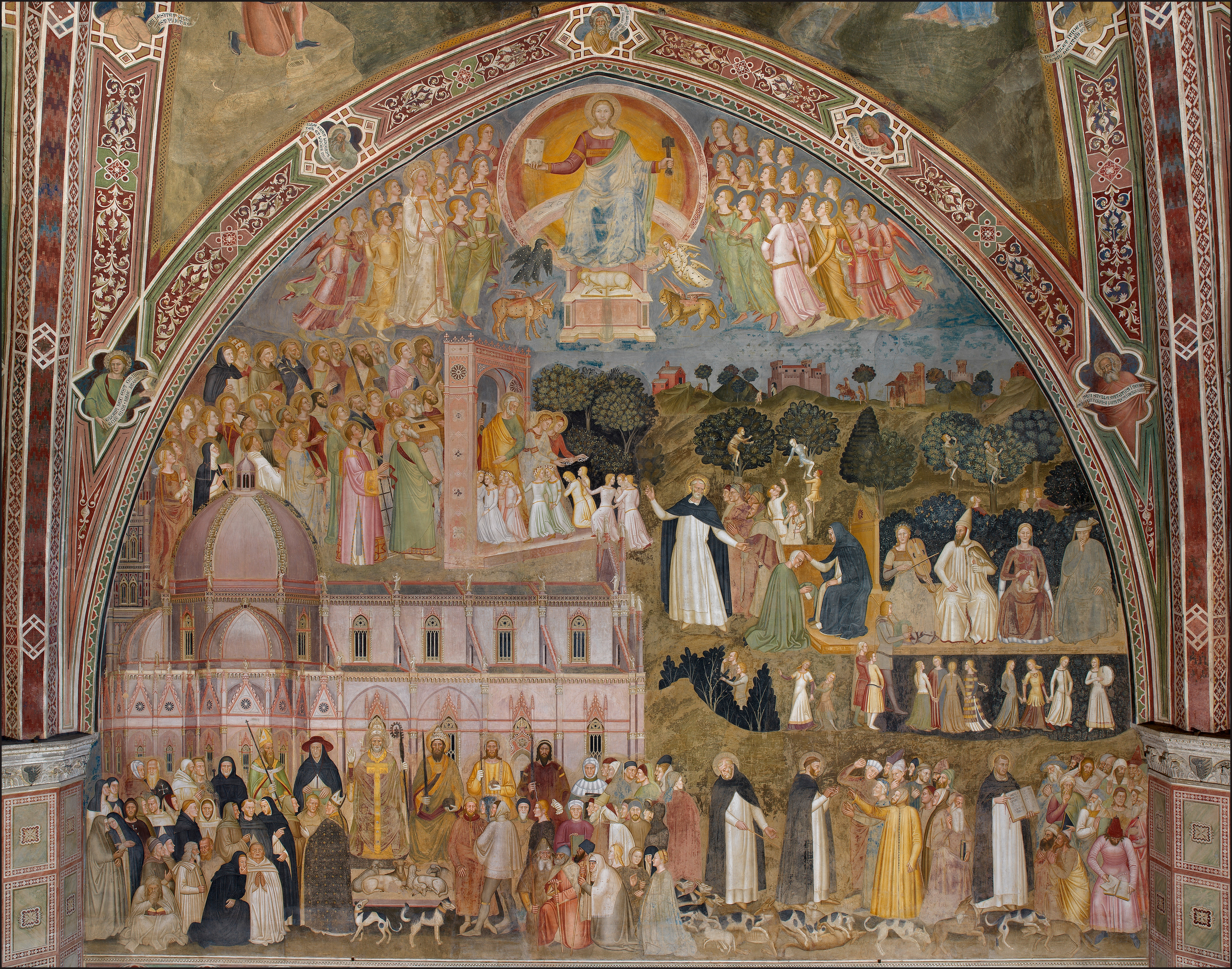
L'Église militante et l'Église triomphante, fresque d'Andrea di Bonaiuto (v. 1365), basilique Santa Maria Novella, Florence.

Quand la théologie catholique affirme que la communion des saints est d'une part l’Église du Christ, dans son essence spirituelle comme dans sa structure ministérielle, et d'autre part la communion des croyants dans la prière et les sacrements, elle se réfère au concept des « trois états » définis par l'ecclésiologie médiévale.
La communion des saints concerne les « trois états » que connaît l'ecclesia, c'est-à-dire l'Église militante, souffrante et triomphante. On distingue l’Église  « militante » (l'ensemble des baptisés vivants), l'Église « souffrante » (les âmes du purgatoire) et l'Église « triomphante » (les âmes des défunts qui contemplent déjà la gloire de Dieu). L'ensemble de ces « trois états » forme une seule Église, où règne la solidarité spirituelle entre tous les enfants de l’Église du Christ, tous étant « devenus par leur baptême membres du Christ mort et ressuscité », comme l'indique le début du Rituel des funérailles.
Cette solidarité se déploie selon différentes modalités : par exemple, au sein de l'Église militante, la participation à la même foi et aux mêmes sacrements, mais aussi un échange de prières ; entre l'Église sur Terre d'une part, et le purgatoire et le ciel d'autre part, les invocations, les intercessions, les « suffrages »  et la vénération. Le mot « suffrages » désigne ici les prières de l'Église des vivants pour les morts, ou celles des saints pour les vivants et les âmes du purgatoire, ou encore les prières des saints pour ceux qui demandent leur aide.
Elle est dite « solidarité d'action de grâce » lorsque les vivants rendent grâce pour le bien accompli par le défunt au cours de son existence terrestre. Concernant les péchés et le mal qu'il a commis, les vivants demandent que le pardon de Dieu lui soit accordé : il s'agit alors de la « solidarité d'intercession ».

### La solidarité d'intercession
Il est de tradition, dans l'Église catholique, d'intercéder en faveur des défunts, d'implorer pour eux le pardon de Dieu, et c'est à ce propos que Louis-Marie Chauvet soulève plusieurs interrogations. Non seulement cet usage a provoqué la querelle des indulgences avec Luther, mais, d'une façon plus générale, si le sort de chaque être humain paraît scellé au moment de sa mort, la possibilité pour les vivants d'intervenir par la suite en sa faveur offre matière à discussion.
Une première réponse est fournie par l'adage Lex orandi, lex credendi, qui signifie dans ce contexte que « l'Église croit comme elle prie », c'est-à-dire que sa réflexion théologique n'intervient que dans un second temps par rapport à sa pratique liturgique, afin de la clarifier. La doctrine s'appuie ici sur plusieurs siècles de pratique : en l'occurrence, le rite du sacrifice pour les morts dans le judaïsme tardif (Deuxième Livre des Macchabées, 12), le témoignage de Tertullien ou l'antique canon romain demandant pour eux « le lieu du rafraîchissement, de la lumière et de la paix » démontrent l'ancienneté de cette coutume. Comme l'atteste, entre autres, Augustin, le christianisme primitif pratiquait déjà en faveur des défunts les trois formes de pénitence observées par chaque vivant pour le pardon de ses propres péchés : l'aumône, la prière et le jeûne.
Dans le traité Du soin à apporter aux morts, Augustin écrit :

« Même si la prière pour les morts ne se trouvait pas indiquée dans les Écritures, l'autorité de l'Église est ici souveraine, puisqu'elle consacre la coutume de réserver une place, dans les prières du prêtre à l'autel, à la mémoire des morts. »

Un second élément déterminant est la transformation de l'adjectif « purgatoire » en substantif au XIIe siècle, par laquelle « le » purgatoire devient un lieu, une sorte d'antichambre du paradis. La prière pour les âmes du purgatoire vise moins à raccourcir la durée de leur épreuve, qui est celle de la purification, qu'à rendre grâce pour ce que Dieu a réalisé de bien en elles, pourvu que l'intercession des vivants soit vécue en union avec l’intercession du Christ, unique médiateur. Pour ce faire, le moyen privilégié est la messe, ce qui fait du prêtre l'intercesseur par excellence. Le rituel de l'ordination sacerdotale, telle qu'elle a été pratiquée depuis le Xe siècle jusqu'à la réforme de Pie XII en 1947, comportait cette phrase :

« Reçois le pouvoir d'offrir le saint sacrifice de la messe aussi bien pour les vivants que pour les défunts. »

## Le corps ecclésial

### La charité indivise

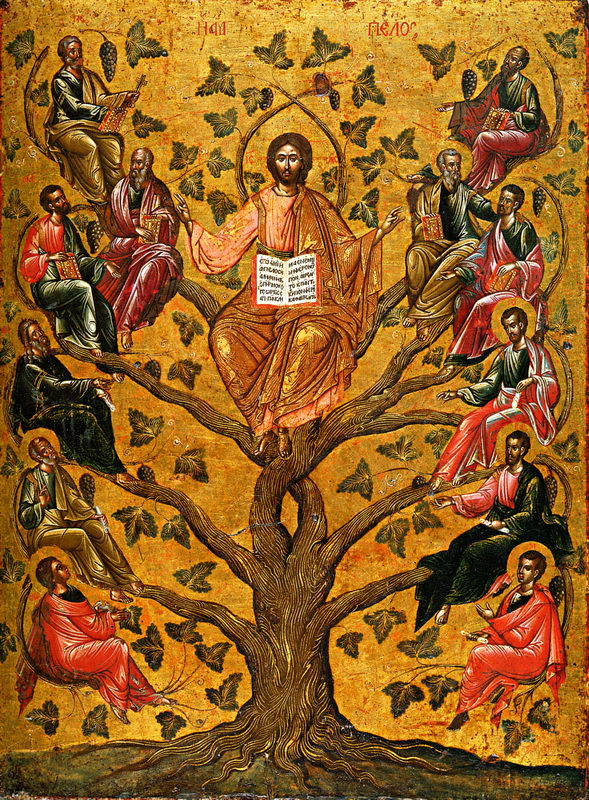
Le Christ comme Vrai Cep est l'une des images qu'utilise l'Évangile selon Jean (ch. 15) pour illustrer l'unité de communion. Icône grecque, XVIe siècle.

La solidarité d'intercession repose sur deux fondements exposés par Thomas d'Aquin dans la Somme théologique  (Supplément, question 71) : d'une part la communion des saints en tant que lien de charité entre les membres de l'Église, et d'autre part l'intention des fidèles qui prient pour les défunts. L'eucharistie étant le sacrement de l'unité de l'Église, elle est par là même le « suffrage » essentiel en faveur des morts,. Rendant communs tous les biens, elle ne se divise pas : ce qui est fait par amour pour l'un vaut également pour les autres. Mais, ajoute Thomas d'Aquin, la part de grâce que reçoivent les défunts dépend de la charité dont ils ont fait preuve au cours de leur existence terrestre et se définit « selon qu'ils l'ont eux-mêmes mérité sur terre », de sorte que la responsabilité de chacun demeure engagée même après sa mort.
Cependant, si un défunt bénéficie moins de ces grâces qu'un autre, les intentions des prières des vivants sont prises en compte par Dieu : pour Thomas d'Aquin, si la « remise de peine » demandée ne s'applique qu'à l'intéressé, dans la logique de la justice, ce n'est pas le cas dans celle de l'amour. Les intentions ne sont agréées que si les vivants acceptent que leurs prières bénéficient aussi, et parfois en premier lieu, à d'autres défunts : l'amour, une fois de plus, se manifeste comme indivis.
Telle se présente la communion des saints dans la tradition de Thomas d'Aquin et de Paul (Rm 5:5) : qu'elle soit « militante », « souffrante » ou « triomphante », l'Église reste une, parce qu'elle vit de l'amour venu de la seule « tête », le Christ, et répandu dans le « corps » par l'Esprit. Ce thème a été repris de siècle en siècle dans l'Église catholique, notamment par Paul VI en 1975 : « Car Dieu s’est fait homme en Jésus-Christ, dont l’Église est le Corps mystique, et c’est en elle que l’Esprit du Christ fut communiqué au jour de la Pentecôte, quand il descendit sur les Apôtres réunis dans la chambre haute, assidus à la prière, autour de Marie, mère de Jésus. »

### Une seule Église
Reprenant l'enseignement paulinien mais aussi johannique (2 Co 13:13, Jn 14:16 et 16:7-15), les Pères de l'Église, dont Augustin et Basile, insistent sur la doctrine trinitaire, même si le Nouveau Testament n'évoque qu'implicitement le Dieu trine. Ils tendent à voir une similitude entre la communion des saints (la koinônia des baptisés) et la koinônia divine, envisagée comme l'origine et le modèle de toute communion des fidèles : de même que Dieu est la koinônia de trois personnes qui ne sont qu'un unique Dieu indivisible, de même l'être humain ne se conçoit qu'en relation avec Dieu et avec les autres, eux-mêmes tournés vers lui, dans une réciprocité qui participe à la vie de la Trinité. Ainsi Augustin fait-il de la communauté des disciples réunis à la Pentecôte, dans le récit des Actes des Apôtres, l'illustration de la koinônia trinitaire.
La koinônia ecclésiale se réalise d'abord au sein des Églises locales, unies dans la foi, la mission, la souffrance et l'espérance, pour reprendre la terminologie paulinienne, mais cette solidarité s'étend également aux chrétiens des autres Églises, qui leur sont rattachées par le même baptême, le même ministère, la même eucharistie et le même message évangélique : pour la tradition catholique, l'Église est une communion d'Églises locales sur lesquelles veille l'Église de Rome.
En cela, Karl Rahner conçoit le christianisme dans son ensemble comme une Église, dans une perspective eschatologique indissociable de la communion des saints : « La permanence historique du Christ de par la communauté de ceux qui croient en lui et le confessent explicitement comme ce médiateur du salut est ce que nous appelons l'Église. » Toutefois, ajoute Rahner, cette conscience ecclésiale ne suffit pas pour autant à définir la réalité centrale de la vie d'un chrétien, qui repose avant tout sur la foi et l'abandon total au Christ.

## Le problème philosophique
Jean-Louis Vieillard-Baron estime que chez Blondel et Bergson, rompant ce qui sépare philosophie et théologie, la question de la communion des saints devient un véritable problème philosophique, l'interconnexité des êtres humains entre eux pouvant être traitée comme n'étant pas religieuse même si, quoique parfaitement laïque, « elle ne se laisse décrypter, analyser et finalement comprendre que dans la lumière du christianisme ». Pour Vieillard-Baron, l'idéalisme allemand, en particulier Hegel et Schelling, ont libéré la pensée philosophique de cadres étriqués « en traitant la Révélation chrétienne comme un objet philosophique privilégié ».